# Hermann Weill
Hermann Weill (* 15. Oktober 1924; † 16. April 1945 in Düsseldorf) war ein deutscher Student der Rechtswissenschaften und Widerstandskämpfer gegen das NS-Regime.

## Widerstand in Düsseldorf
Im April 1945 beteiligte er sich an einer Aktion Düsseldorfer Bürger, um die Stadt kampflos an die vorrückenden amerikanischen Streitkräfte zu übergeben. Wenige Stunden vor der Befreiung Düsseldorfs wurde er zum Tod verurteilt und hingerichtet. (Siehe hierzu den Hauptartikel Aktion Rheinland).

## Ehrungen
Hermann Weill hat ein Ehrengrab auf dem Nordfriedhof in Düsseldorf. Nach ihm wurde die Hermann-Weill-Straße in der Golzheimer Siedlung benannt.